# Autoportrait (Dürer, Munich)
Pour les articles homonymes, voir Autoportrait (homonymie).
L'Autoportrait (ou Autoportrait à vingt-huit ans, portant un manteau avec col en fourrure) est une peinture sur panneau de bois par Albrecht Dürer, artiste de la Renaissance allemande. Peint au début de 1500, juste avant son 29e anniversaire, il est le dernier de ses trois autoportraits peints. Il est considéré comme le plus complexe, le plus personnel et emblématique de ses autoportraits, et celui que retient l'imagination populaire. On peut lire en haut à droite « Moi, Albrecht Dürer de Nuremberg, me suis peint à l’âge de 28 ans avec des couleurs éternelles. »
Cet autoportrait est le plus remarquable en raison de sa ressemblance avec de nombreuses représentations antérieures du Christ. Les historiens d'art notent les similitudes avec les conventions de la peinture religieuse, dont la symétrie, les tons sombres et la manière dont l'artiste confronte directement le spectateur et lève les mains au milieu de sa poitrine, comme dans l'acte de bénédiction.

## Description
Dans son immédiateté et la confrontation apparente avec le spectateur, l'autoportrait est différent de tout ce qui s'est fait auparavant. Il est en mi-longueur, frontal et très symétrique; l'absence d'un fond classique présente apparemment Dürer sans tenir compte du temps ou du lieu. Le placement des inscriptions dans les parties sombres de chaque côté de Dürer les présente comme flottant dans l'espace, soulignant que le portrait a une signification hautement symbolique. Son humeur sombre est obtenue par l'utilisation de tons bruns fixés sur le fond noir uni. La légèreté de touche et de ton observée dans ses deux précédents autoportraits a été remplacée par une représentation beaucoup plus introvertie et complexe. Dans cette œuvre, le style de Dürer semble avoir évolué vers ce que l'historien d'art Marcel Brion décrit comme « un classicisme comparable à celui de Jean Auguste Dominique Ingres. Le visage a la rigidité et la dignité impersonnelle d'un masque, cachant le tourment sans fin d'angoisse et de passion intérieures ».
L'analyse géométrique de la composition montre sa symétrie relativement rigide, avec plusieurs points forts alignés très proche d'un axe vertical au milieu de la peinture. Cependant, le tableau n'est pas complètement symétrique : sa tête est légèrement à droite du centre, ses cheveux pas tout à fait au milieu - les mèches de cheveux chutent différemment de chaque côté, tandis que ses yeux regardent légèrement vers la gauche.
En 1500, la pose frontale est exceptionnelle pour un portrait profane; en Italie, la façon classique des portraits de profil touche à sa fin mais est remplacée par les vues de trois-quarts qui sont acceptées pour la pose en Europe du Nord depuis environ 1420 et que Dürer a déjà utilisées dans ses autoportraits antérieurs. Les poses entièrement frontales restent inhabituelles bien que Hans Holbein en a peintes plusieurs de Henri VIII d'Angleterre et de ses reines, peut-être sous l'instruction d'utiliser la pose. L'art de la fin du Moyen Âge et de la Renaissance a développé les vues des trois-quarts plus difficiles à réaliser et les artistes sont fiers de leur habileté à les utiliser. Pour les spectateurs de 1500 et après, une pose frontale est associée à des images de l'art religieux médiéval, et surtout aux images du Christ.
Cet autoportrait est d'un Dürer nettement plus mature qu'à la fois dans l'autoportrait de 1493 à Strasbourg et dans celui de 1498 qu'il a produit après sa première visite en Italie; dans ces deux tableaux précédents, il met en valeur sa coiffure et son habillement à la mode et joue sur la bonne mine de sa jeunesse. Dürer a 28 ans vers 1500, à l'époque de ce tableau. Dans la vision médiévale des étapes de la vie, l'âge de 28 ans marque le passage de la jeunesse à la maturité. Le portrait célèbre donc un tournant dans la vie de l'artiste et dans le millénaire : l'année 1500, affichée au centre de la zone de fond en haut à gauche, est ici célébrée comme faisant époque. En outre, la mise en place de l'an 1500 au-dessus de ses initiales de signature, AD, leur donne un sens ajouté comme abréviation d'Anno Domini. La peinture peut avoir été créée dans le cadre de la célébration du siècle par le cercle de l'érudit et humaniste de la Renaissance, Conrad Celtes, cercle auquel appartient Dürer.

## Iconographie

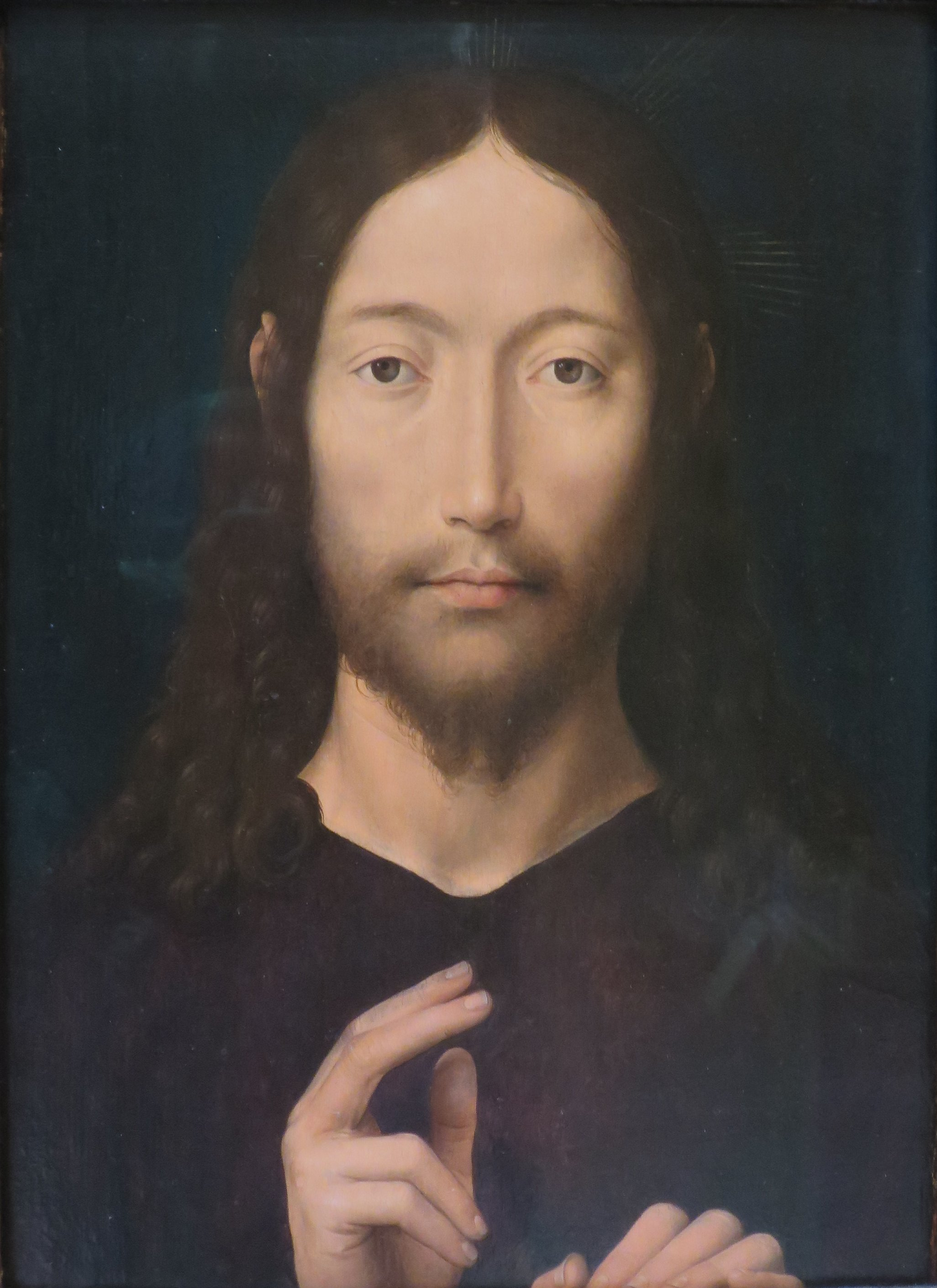
Christ bénissant par Hans Memling, portrait type de dévotion de la fin du XVe siècle

Dürer choisit de se présenter de façon monumentale dans un style qui rappelle incontestablement les représentations du Christ — dont les implications ont été débattues parmi les critiques d'art. Une interprétation conservatrice suggère qu'il répond à la tradition de l'Imitation du Christ. Une vue plus controversée considère la peinture comme une proclamation du rôle suprême de l'artiste en tant que créateur. Ce dernier point de vue est soutenu par l'inscription latine sur la peinture, composée par le secrétaire personnel des Celtes, qui se lit ainsi : « Albertus Durerus Noricus ipsum me propriis sic effingebam coloribus ætatis anno XXVIII [vigesimo octavo] » » et se traduit par : « Je me représentais ainsi moi-même, Albert Dürer de Nuremberg, avec mes propres couleurs, l'an vingt-huitième de mon âge ». Une autre interprétation veut que le tableau soit une reconnaissance que ses talents artistiques sont donnés par Dieu. L'historien d'art Joseph Koerner (en) écrit que « de la ressemblance frontale à la main gauche courbée vers l'intérieur, comme des échos de, respectivement, le « A » et le « D » niché du monogramme présenté à droite... rien que nous voyons dans un Dürer n'est pas de Dürer, monogramme ou pas ».

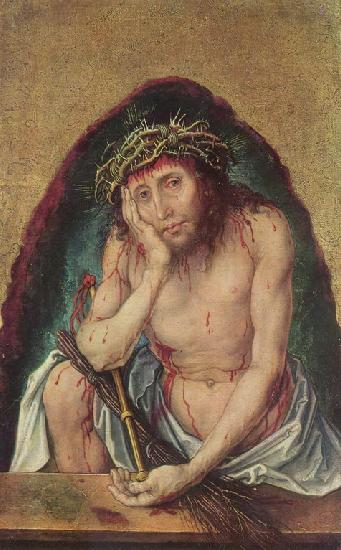
Ecce homo, non daté, probablement 1493-1494, Staatliche Kunsthalle, Karlsruhe. Ce travail est souvent comparé à l'autoportrait de 1500 pour ses traits de visage et la façon directe dont le sujet regarde fixement le spectateur

La peinture médiévale tardive de l'Europe du Nord représente souvent le Christ dans une pose symétrique qui regarde directement hors de la toile, en particulier lorsqu'il est présenté comme Salvator Mundi. Il est généralement montré avec une courte barbe, une moustache et des cheveux bruns séparés. Dürer se représente de cette manière et se donne les cheveux bruns, en dépit de ses autres autoportraits qui montrent ses cheveux blond-roux,. La peinture suit de si près les conventions de l'art religieux médiéval tardif qu'elle a été utilisée comme base pour les représentations du Christ dans une gravure sur bois par Sebald Beham de c. 1520. Elle était peut-être destinée à passer pour une impression par Dürer dès l'origine et dans les gravures ultérieures porte un très grand monogramme de Dürer, bien que celui-ci semble avoir été ajouté au bloc plusieurs décennies plus tard; elle a été acceptée par la plupart des experts comme un Dürer jusqu'au XIXe siècle. Au siècle suivant, le visage a été utilisé de nouveau pour le Christ dans un Christ et la femme adultère de 1637 par Johann Georg Vischer.
Dürer se représente lui-même dans des poses et expressions similaires à la fois dans son Le Christ comme homme de douleurs de 1498 et son dessin au charbon de bois de 1503 Tête du Christ mort. Les experts soupçonnent que les deux sont des autoportraits, même s'ils ne sont pas nommés en tant que tel. Cependant, les historiens de l'artiste croient qu'ils présentent des similitudes remarquables avec ses autoportraits connus - dont les yeux proéminents, une bouche étroite avec une lèvre supérieure complète, et la forme à la fois du nez et du tiret entre la lèvre et le nez, et que Dürer avait l'intention de se représenter dans ces œuvres.

## Provenance
Le portrait a probablement été donné ou vendu par Dürer au conseil de la ville de Nuremberg. Il était probablement exposé au public de façon continue à Nuremberg de juste avant la mort de Dürer en 1528 jusqu'en 1805, quand il a été vendu à la collection royale de Bavière. Il est à présent conservé dans l'Alte Pinakothek à Munich en Allemagne. Nuremberg a fait faire une copie quelques années plus tôt, qui a remplacé l'original exposé à l'hôtel de ville.
Dürer était très conscient de sa propre image et peint deux autoportraits antérieurs : un en 1493 maintenant au musée du Louvre, et un autre en 1498, de nos jours au musée du Prado. Il a également inséré des autoportraits dans d'autres tableaux, et fait des dessins d'autoportrait, mais ne s'est jamais représenté dans aucune de ses gravures. Au moins douze autoportraits nous sont parvenus, moins la gouache à présent perdue que Dürer a envoyée à Raphaël vers 1515.

## Galerie

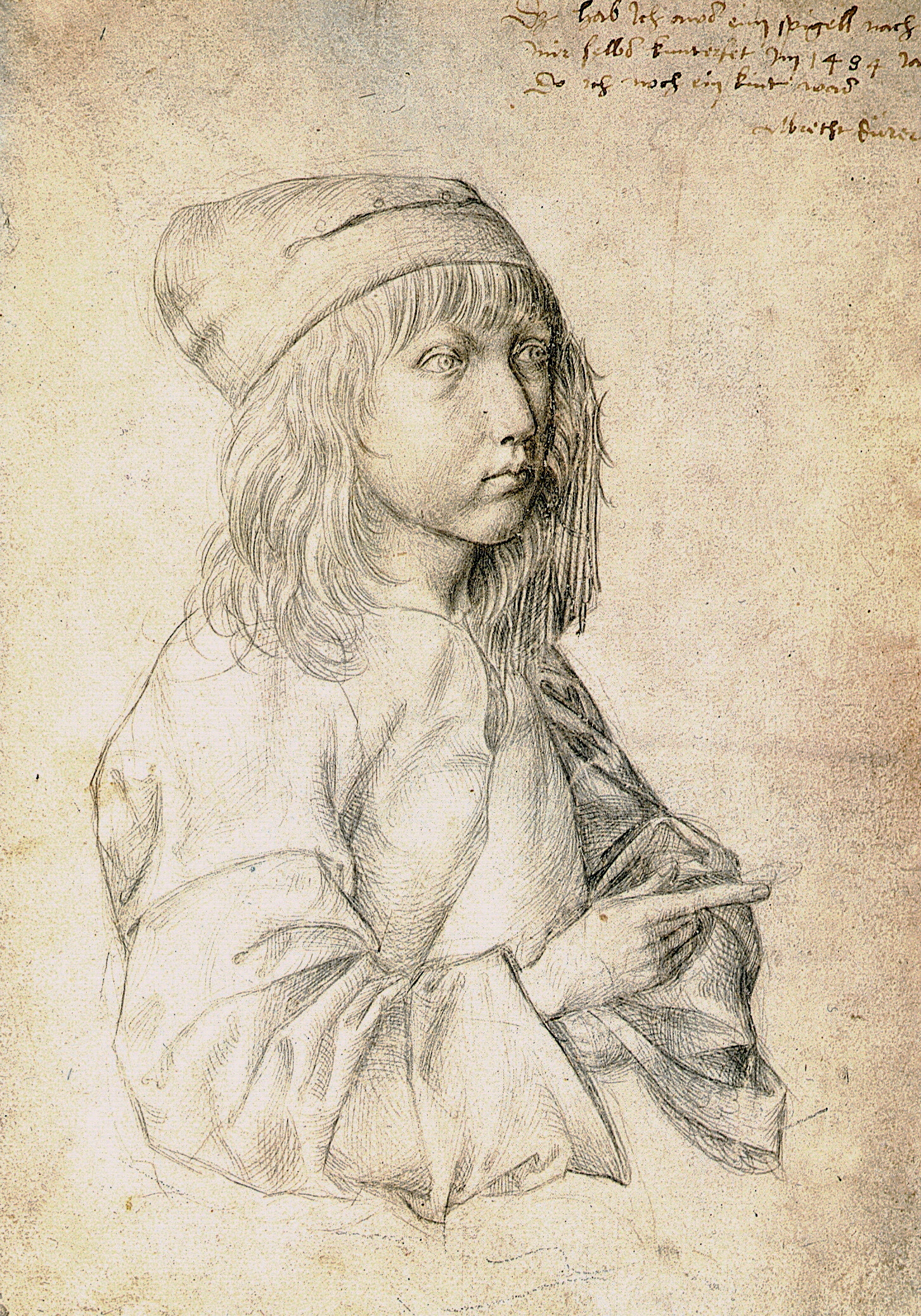
Autoportrait à l'âge de treize ans, 1484. Dessin à la pointe d'argent, Vienne.
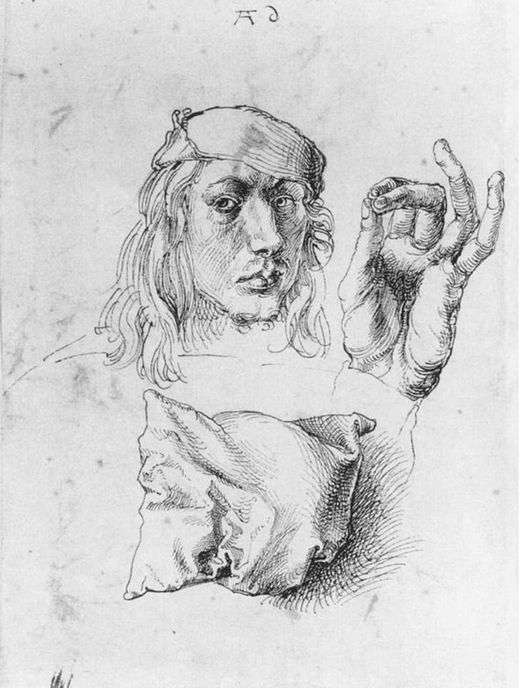
Autoportrait avec un oreiller, dessin de 1491-1492. Cette étude pour l'autoportrait du Louvre figure sur l'inverse de cette toile. On remarquera la similitude dans la position des doigts, bien que ce dessin montre sa main gauche[17].
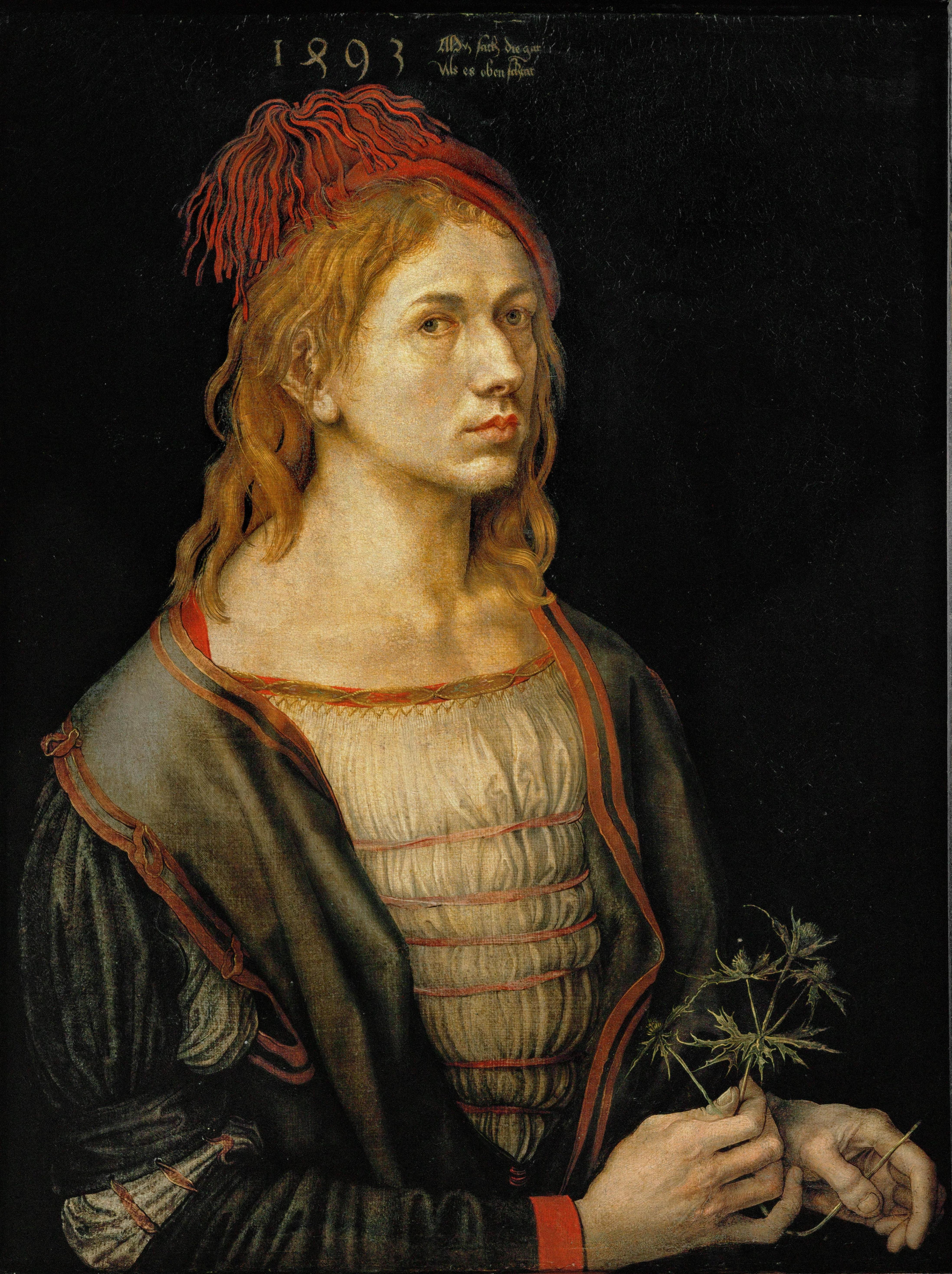
Portrait de l'artiste tenant un chardon, 1493. Musée du Louvre
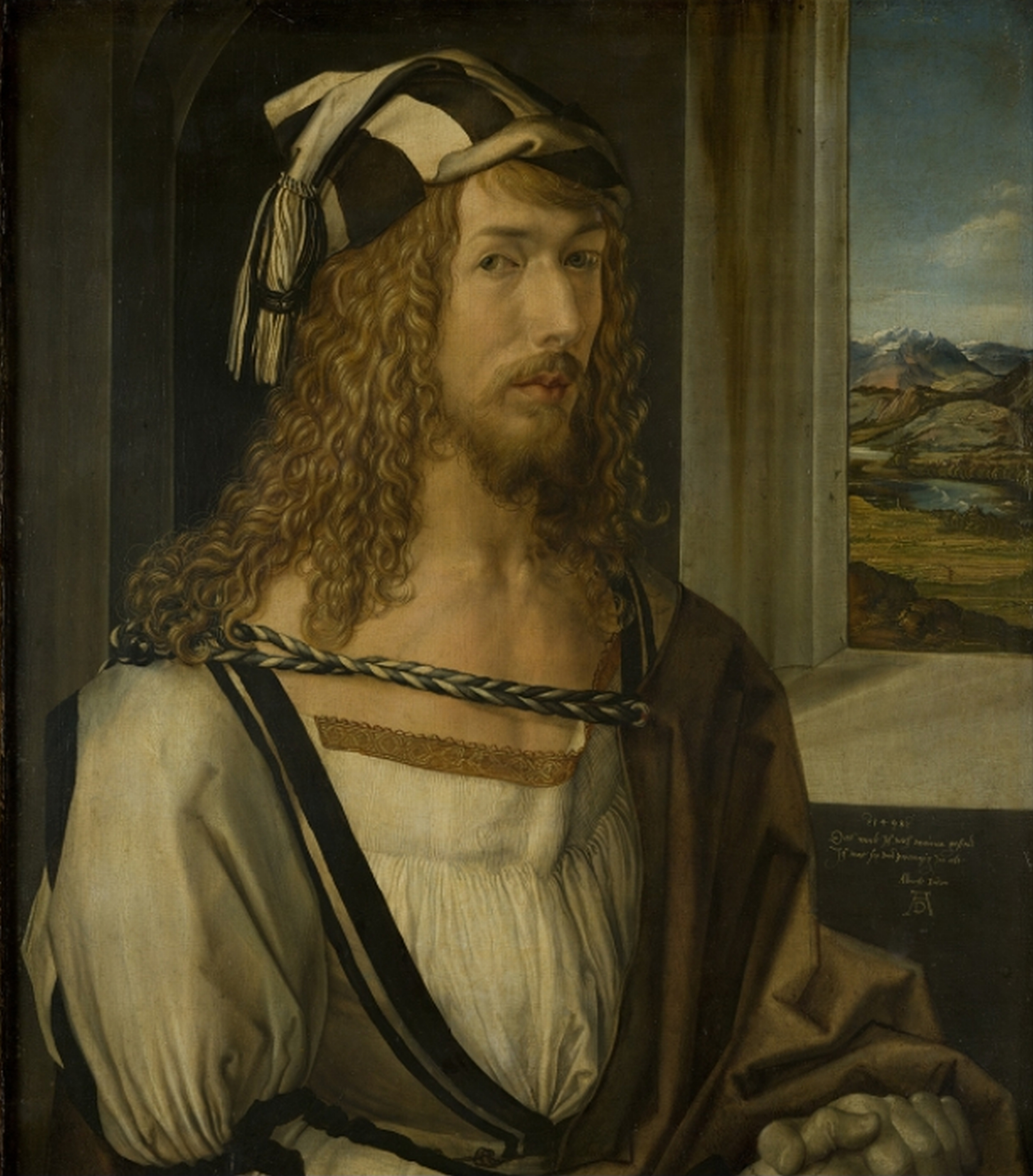
Autoportrait aux gants, 1498. Musée du Prado.